# Готовый бизнес
«Готовый бизнес» — устоявшееся понятие, используемое в контексте купли-продажи предприятий на постсоветском пространстве; подразумевает действующий объект малого и среднего бизнеса, выставленный на продажу, ведущий стабильную хозяйственную деятельность и не требующий дополнительных вложений в обеспечение деятельности в результате перехода собственности.
Стоимость «готового бизнеса» — сумма материальных и нематериальных активов бизнеса объединенных функционирующими бизнес-процессами (система поставок и сбыта, клиентская база, обученный и закреплённый на предприятие персонал, ноу-хау, технологии, патенты, бренд, средства индивидуализации предприятия, рекламная концепция) выставленные на продажу на открытом рынке. Специалист, сопровождающий сделки купли-продажи готового бизнеса — бизнес-брокер. Понятие «готовый бизнес» смежно с рынком слияний и поглощений и частными капиталовложениями. Принято считать, что постсоветский рынок «готового бизнеса» — это купля-продажа бизнеса до $1 млн, сделки по купле-продаже бизнеса стоимостью дороже $1 млн принято относить к категории корпоративных слияний и поглощений. Для покупателей альтернативой покупки «готового бизнеса» является открытие собственного предприятия или приобретение франшизы.

## Объём рынка
В России больше всего сделок по купле-продаже готового бизнеса проводится в Москве — около 4,5 тыс. в год. Санкт-Петербург занимает по этому показателю второе место с результатом около 1,8 тыс. сделок. При этом точный объём рынка вычислить не представляется возможным, так как большинство сделок заключается в закрытом режиме.
В Петербурге в 2013 году компаниями по продаже готового бизнеса было совершено около 2 тыс. сделок купли-продажи бизнеса, что составляет 25—30 % от общего количества на этой территории. Более всего на рынке готового бизнеса на продажу выставлено объектов торговли (торговые точки), по данным 2014 года — 25 % сопровождаемых бизнес-брокерами сделок купли-продажи готового бизнеса приходятся на магазины, ларьки, палатки разного профиля.
Спрос на рынке готового бизнеса по состоянию на середину 2010-х годов считается неудовлетворённым. Летом 2015 года бизнес-брокеры отмечали двойной рост числа договоров купли-продажи готовых объектов. На рынке продажи готового бизнеса увеличилась активность впервые с начала года. Количество сделок по продаже активов в регионе удвоилось. По оценкам аналитиков, в настоящий момент в Новосибирске выставлено на продажу около 3—4 тысяч предприятий. Более половины из них относится к сфере услуг и торговле.
Наибольший спрос на рынке существует на автомойки (14,2 %), предприятия торговли (13 %), кафе, рестораны и прочие предприятия общественного питания (12 %), гостиницы (12 %), парикмахерские, салоны красоты, спортклубы (10,9 %). Наибольшее предложение сосредоточено в розничной торговле (20 %), в сфере общественного питания (17,8 %), сервисе и сфере услуг (8,9 %) и производстве (7 %).
В России большая часть предложения приходится на бизнес, созданный не для продажи, прогнозируется, что с развитием рынка будет развиваться сектор создания бизнеса под продажу. Наибольший потенциал для этого сосредоточен в тех сегментах, где предложение значительно меньше спроса: автомойки, детские сады, гостиницы, стоматологические клиники и кабинеты и прочее.

## Мошенничество
С ростом рынка купли продажи готового бизнеса происходит увеличение числа случаев мошенничества. Лидирующей мошеннической схемой на рынке готового бизнеса является: злонамеренное представление недействующего бизнеса как действующего. А именно: злоумышленники переоформляют на себя «мертвое» предприятие, искусственно раздувают финансовые показатели бизнеса, фальсифицируют документы управленческого контроля, приглашают псевдоклиентов в день визита потенциального покупателя. Данные объекты существуют за пределами брокерских компаний, так как любой брокер вычислит «псевдобизнес» и не возьмет его в продажу.

## Методы оценки готового бизнеса
Не существует универсального метода оценки бизнеса. Ниже приведены некоторые общие методы оценки.
Результирующая стоимость бизнеса может в значительной степени зависеть от отрасли и текущей стоимости подобных предприятий в этой отрасли. В каждой сфере бизнеса есть сформировавшиеся правила оценки подобным методом и свои тонкости, так что неплохо провести собственное исследование, чтобы получить представление о стоимости бизнеса в конкретной отрасли, прежде чем продать предприятие.

### Метод возврата от инвестиций в бизнес
Чтобы получить ROI (return of investments - отдача от инвестиций), разделите чистую годовую прибыль на цену продажи:
ROI = (чистая годовая прибыль / цена продажи) х 100
Например, вы предполагаете, что бизнес стоит 1 миллион рублей и хотите проверить ROI на основе этой цены. При этом, за последний год бизнес принес 500 000 рублей чистыми.
Посчитаем ROI, используя приведенную выше формулу:
ROI = (500 000/1 000 000) х 100
В этом случае, рентабельность инвестиций составляет 50%, иными словами, покупатель вернет себе половину стоимости бизнеса в первый год работы. Примерно к такой рентабельности и стремятся покупатели в нише малого арендного бизнеса, но всегда есть нюансы, влияющие на определение конечной стоимости бизнеса, например, высокая стоимость оборудования или продажа недвижимости вместе с бизнесом. Также, если денежные потоки во много раз выше, чем в примере, их надо дисконтировать по каждому периоду для получения точной стоимости.

### Затратный метод оценки бизнеса
При расчете стоимости бизнеса таким методом важно учитывать как материальные, так и нематериальные активы бизнеса. Материальные активы являются физическими вещами, которые можно потрогать, например, инструменты, оборудование и прочее имущество. Нематериальные активы - вещи, которые не осязаемы, но создают ценность для бизнеса. Это интеллектуальная собственность, бренд и лояльность покупателей.
После того, как вы рассчитали общую стоимость активов бизнеса, вы можете использовать это значение в качестве показателя от которого можно отталкиваться при определении продажной стоимости. При таком подходе надо учитывать обесценивание основных средств за счет амортизации.
Что касается нематериальных активов, то тут гораздо сложнее определиться с ценой, так как не с чем сравнивать. Эта стоимость включает в себя:
- лояльность клиентов
- узнаваемость бренда
- мотивация и профессионализм персонала
- клиентсткую базу
- репутацию бизнеса
- бизнес-процедуры

Этот расчет может оказаться довольно сложным, но, в итоге, получится цена, которую рынок готов предложить за бизнес.

## Риски готового бизнеса
Несмотря на то, что покупка готового бизнеса подразумевает упрощение целого ряда процедур выхода на рынок, поскольку предполагает приобретение действующего объекта, существуют и существенные риски. Так, при покупке готового бизнеса велика вероятность столкнуться с недобросовестным продавцом, который хочет продать неликвидный актив под видом успешного бизнеса. Особенно эта проблема обостряется в кризисные периоды, поскольку некоторые предприниматели предпочитают компенсировать себе часть затрат, продав убыточный бизнес под видом прибыльного. Однако даже если приобретенный бизнес вполне успешен, существуют и некоторые другие проблемы. К примеру, от нового собственника могут уйти постоянные клиенты. Также велика вероятность ухода наиболее ценных в профессиональном отношении сотрудников. Помимо этого существуют и риски, которые несет в себе сам новый собственник, поскольку неграмотное управление или незнание отрасли может привести к закрытию даже самого успешного бизнеса.